# Federação Kosovar de Voleibol
A Federação Kosovar de Voleibol  (em albanês:Federata e Volejbollit e Kosovës   FVK) é  uma organização fundada em 2016 que governa a pratica de voleibol no Kosovo, sendo membro da Federação Internacional de Voleibol e da Confederação Européia de Voleibol, a entidade é responsável por  organizar  os campeonatos nacionais de  voleibol masculino e feminino no país.